# Guitarra laplani
Guitarra laplani är en svampdjursart som beskrevs av Boury-Esnault, Pansini och Uriz 1993. Guitarra laplani ingår i släktet Guitarra och familjen Guitarridae. Inga underarter finns listade i Catalogue of Life.